# Rafael Silva (ciclista)
Rafael Silva (?, 23 de junho de 1979) é um ciclista brasileiro que atualmente atua na equipe de ciclismo do Avaí Futebol Clube. Em sua primeira convocação para a seleção brasileira no pan-americano na Colômbia, em 2001, na prova contra o relógio, categoria sub-23, Rafael venceu com o tempo de 40 minutos e 40 segundos. Sendo campeão pan-americano na Colômbia aos 23 anos de idade
.

## Dados
- Altura: 185 cm
- Peso: 79 kg

## Resultados
- Campeão das metas volantes na Volta Ciclística Internacional de Porto Alegre – 2004.
- Bicampeão individual geral, do GP da FGC- Caxias do Sul – 2001/2003.
- Vice-campeão da Volta Ciclística Internacional de Porto Alegre – 2001.
- Integrante da Seleção Brasileira no Pan-Americano de ciclismo - Colômbia – 2001.
- Campeão Brasileiro de Contra Relógio – Categoria SUB 23 – 2001.
- Destaque esportivo de Santa Catarina, pelo Jornal A Notícia - 2001.
- Vice-campeão na prova de Contra-relógio Jogos Abertos de Santa Catarina – Itajaí 2001.
- Vice-campeão na prova de Contra-relógio Jogos Abertos de Santa Catarina – Busque 2000.
- Campeão na prova de km do Jogos Abertos de Santa Catarina – Joaçaba 1998.
- Vice-campeão na Prova de km dos Jogos Abertos de Santa Catarina - Concórdia 1997.